# Dart
Dart (originalmente llamado Dash) es un lenguaje de programación de código abierto, desarrollado por Google. Fue revelado en la conferencia goto; en Aarhus, Dinamarca el 10 de octubre de 2011. El objetivo de Dart no es reemplazar JavaScript como el principal lenguaje de programación web en los navegadores web, sino ofrecer una alternativa más moderna. El espíritu del lenguaje puede verse reflejado en las declaraciones de Lars Bak, ingeniero de software de Google, que define a Dart como un “lenguaje estructurado pero flexible para programación Web”.

## La razón para un nuevo lenguaje
Dart está pensado para ofrecer mejores resultados mediante alternativas a algunos problemas de JavaScript, pese a que en su presentación no se hicieron referencias explícitas a JavaScript. Pretende ser una herramienta sencilla para proyectos más grandes y ofrecer una mejor seguridad.
Desde 2011, los ingenieros de Google desarrollaron un programa desde internet para el desarrollo de aplicaciones llamado Brightly, que quizás sea la primera aplicación creada con Dart. Google ofrecerá una herramienta para traducir Dart a ECMAScript 3 en el instante, para ser compatible con los navegadores que no utilicen Dart. Google también integrará una máquina virtual nativa en Google Chrome y facilitará a sus competidores lo mismo para sus navegadores. El lanzamiento de la MV de Dart y su traductor se anunció para finales de 2011.

## Versión 1.0
En noviembre de 2013, tras más de 2 años desde su presentación y entre gran expectación aparece la primera versión estable, la versión 1.0.
Dos meses desde la publicación de la versión 1.0 de Dart, aparece la versión 1.1, con nuevas funciones, mejoras de las herramientas de desarrollo y un mejor rendimiento.

## Editores
DartEditor es el primer editor lanzado por Google (noviembre de 2011) para escribir aplicaciones Dart. Es un editor ligero de código abierto que incluye todas las herramientas necesarias para desarrollar, analizar y depurar las aplicaciones. Permite crear y editar los ficheros y gestionar los directorios de los proyectos y soporta resaltado de sintaxis y auto-completado de código.
Además es posible navegar y buscar cualquier elemento que necesites del API de Dart, así como establecer puntos de control y depurar (hacer debug).
Dos años después (noviembre de 2013) el equipo de desarrolladores anuncia que está trabajando en Spark, un nuevo IDE basado en el browser (es una Chrome app) para construir Chrome apps. Ha sido desarrollado con Dart y utiliza el framework Polymer

## Herramientas
Chromium es el directorio donde se almacena una compilación especial del navegador web Chromium llamada Dartium porque incluye la máquina virtual de Dart (Dart VM). De este modo podrás ejecutar tus aplicaciones Dart nativas directamente en este navegador.
Actualmente no es posible ejecutar código nativo Dart en ningún navegador más porque ninguno incluye aún la máquina virtual; Es posible hacerlo si se convierte Dart a JavaScript
Dart-sdk es el kit de desarrollo de software de Dart (SDK). Incluye todas las librerías de Dart como dart:core o dart:html y tiene herramientas de línea de comandos muy útiles como el compilador de Dart-to-JavaScript y la máquina virtual de Dart.
Samples contiene varios ejemplos de aplicaciones Dart para aprender y profundizar con ejemplos de aplicaciones reales.

## Ejemplo
```
void
 
main
(){

  
print
(
'
Hola
,
 
Dart
!
'
);

}

```